# کازالنوچتو
کازالنوچتو (به ایتالیایی: Casalnoceto) یک کومونه در ایتالیا است که در استان آلساندریا واقع شده‌است.

## خصوصیات
کازالنوچتو ۱۳٫۰ کیلومترمربع مساحت و ۹۰۷ نفر جمعیت دارد و ۱۵۹ متر بالاتر از سطح دریا واقع شده‌است.